# かのサンド
『かのサンド』は、フジテレビで2025年（令和7年）4月20日からフジテレビ系列で放送されているバラエティ番組（サンドウィッチマンと狩野英孝の冠番組）。

## 概要
2014年（平成26年）から2025年3月にかけて同時刻で放送された『ワイドナショー』の後番組としてスタートするバラエティ番組。いわゆる「散歩番組」の1つで、毎回MCの3人が「住みたくなる街」をテーマにひとつの街を取り上げ、その魅力を知るべく散歩する。
番組の目的は「サンドウィッチマンの終の棲家を見つけること」。ただ世に数ある散歩番組との差別化のため、即興コントや料理なども取り入れるほか、街ブラロケを行わないこともあるとしている。
同時間帯の前番組『ワイドナショー』のスタッフ関係者はほぼ関わらず、MC3人がBSフジで出演していた『東北魂TV』の主要スタッフが当番組を制作している。

## 出演者

### MC
主に狩野が全体の進行を担当。
- サンドウィッチマン
- 狩野英孝

### マンスリーナレーター
主に宮城県出身者が月替わりで担当
- 鈴木京香（4月20日 - 4月27日）
- 山寺宏一（5月4日 - 5月25日）
- 宮藤官九郎（6月1日 - 6月29日）
- 八乙女光（Hey! Say! JUMP）（7月13日 - 7月27日）
- 伊達さゆり[注釈 2]（Liella!）（8月3日 - ）

## 放送リスト

### 2025年
| 回 | 放送日   | 訪問先     | ゲストまたはヘルスマン                                      | ゲスト(ナレーション)       | 備考 |
| -- | -------- | ---------- | ----------------------------------------------------------- | -------------------------- | --- |
| 1  | 04月20日 | 東中野     | 平子祐希（アルコ&ピース） 朝日奈央                          | 鈴木京香                   | レギュラー放送初回 平子祐希は番組初のヘルスマンとして出演 |
| 2  | 04月27日 | 江古田     | 平子祐希（アルコ&ピース） 向井理                            | 鈴木京香                   | 平子祐希はヘルスマンとして出演 |
| 3  | 05月04日 | 吉祥寺     | 岡田圭右（ますだおかだ） 東京ホテイソン                     | 山寺宏一                   | 東京ホテイソンはヘルスマンとして出演 |
| 4  | 05月11日 | 押上       | 長谷川雅紀（錦鯉）                                          | 山寺宏一                   | 長谷川雅紀はヘルスマンとして出演 |
| 5  | 05月18日 | 押上       | 長谷川雅紀（錦鯉）                                          | 山寺宏一                   | 長谷川雅紀はヘルスマンとして出演 |
| 6  | 05月25日 | 月島       | ジャングルポケット                                          | 山寺宏一                   | おたけは自分のもんじゃ屋の宣伝兼ゲストで出演 |
| 7  | 06月01日 | 三軒茶屋   | ウド鈴木（キャイ～ン）                                      | 宮藤官九郎                 | ウド鈴木はゲスト兼ヘルスマンとして出演 |
| 8  | 06月08日 | 三軒茶屋   | ウド鈴木（キャイ～ン） ザブングル加藤                       | 宮藤官九郎                 | ウド鈴木はゲスト兼ヘルスマンとして出演 |
| 9  | 06月15日 | 神保町     | 中川家                                                      | 宮藤官九郎                 | |
| 10 | 06月22日 | 大山       | タイムマシーン3号 ハッピロードマン ハッピロードマン・ダーク | 宮藤官九郎                 | タイムマシーン3号はヘルスマンとして出演 ハッピロードマン、ハッピロードマン・ダークはイベントの宣言で出演                                                                          |
| 11 | 06月29日 | 豪徳寺     | U字工事                                                     | 宮藤官九郎                 | U字工事はゲスト兼ヘルスマンとして出演 |
| 12 | 07月13日 | 明大前     | 柴田英嗣（アンタッチャブル） タイムマシーン3号              | 八乙女光（Hey! Say! JUMP） | 当初は前週の6日に放送予定だったが、特別番組 『検証 フジテレビ問題～反省と再生・改革～』 （10:00 - 11:45）を編成することになったため変更。 タイムマシーン3号はヘルスマンとして出演 |
| 13 | 07月20日 | 狛江       | 近藤春菜（ハリセンボン）                                    | 八乙女光（Hey! Say! JUMP） | |
| 14 | 07月27日 | 中目黒     | 飯尾和樹（ずん）                                            | 八乙女光（Hey! Say! JUMP） | 飯尾和樹はゲスト兼ヘルスマンとして出演 |
| 15 | 08月03日 | 学芸大学   | 飯尾和樹（ずん）                                            | 伊達さゆり（Liella!）      | 飯尾和樹はゲスト兼ヘルスマンとして出演 |
| 16 | 08月10日 | 仙台       | 尾形貴弘（パンサー）                                        | 伊達さゆり（Liella!）      | 尾形は番組初の物件マンとして出演 |
| 17 | 08月17日 | 栗原       | 尾形貴弘（パンサー） 王林                                   | 伊達さゆり（Liella!）      | 尾形は番組初の盛り上げマンとして出演 王林は番組初の冒頭からゲストとして出演 |
| 18 | 08月24日 | 櫻田山神社 | 王林                                                        | 伊達さゆり（Liella!）      | |

## スタッフ
※出典：
- 構成：狩野孝彦、酒井義文、水野としあき、鈴木悟史／内村宏幸
- リサーチ：田原拓郎、塚越貴理子
- CAM：才澤誠二
- AUD：芦田沙織
- 技術協力：エスパシオ、JUNESEP
- メイク：春山輝江
- 衣装：恩塚裕道
- 衣装協力：MSML™、NATAL DESIGN
- TK：海老澤廉子
- 編集：岸柳秀弥
- MA：蒔田謙太郎
- 音響効果：石﨑野乃
- デザイン：鈴木賢太
- 広報：小山雅浩
- SNS：深田梨沙
- 編成︰廣田祥一朗（2025年8月-）
- 営業：成實陽菜
- 制作：本間瑛大、大津留凌、仲島なつ美、吉野勘太、竹内実
- アシスタントプロデューサー：牛窪真二、新井夏美、野原誓子、山田江里菜
- ディレクター：原武範、嶋田武史、久野和洋、犬飼義啓、中陳陽太、水落祥太
- プロデューサー：仲村孝明、夫馬教行
- 演出：有川崇
- チーフプロデューサー：浅野翔太郎（2025年8月-、以前は企画）
- 制作協力：クリエイティブパープル、D:COMPLEX、PLATFORM,INC,、WUP
- 制作：フジテレビスタジオ戦略本部第3スタジオ
- 制作著作：フジテレビジョン

### 過去のスタッフ
- AUD：川村悠斗
- 営業：大江菊臣、宮川健、小宮山将
- 制作：川尻百美、根本麗、伊藤優希
- アシスタントプロデューサー：勝又郁乃
- 制作：フジテレビ編成総局編成局編成戦略センター編成部

## ネット局
全編ローカルセールスにつき、放送局が個別に別編成を行う場合がある。放送局によっては、後刻あるいは後日振替放送になる時もある。
| 放送対象地域   | 放送局                    | 系列                                         | 放送時間           | ネット状況 |
| -------------- | ------------------------- | -------------------------------------------- | ------------------ | ---------- |
| 関東広域圏     | フジテレビ（CX）          | フジテレビ系列                               | 日曜 10:00 - 11:15 | 制作局     |
| 北海道         | 北海道文化放送（UHB）     | フジテレビ系列                               | 日曜 10:00 - 11:15 | 同時ネット |
| 岩手県         | 岩手めんこいテレビ（mit） | フジテレビ系列                               | 日曜 10:00 - 11:15 | 同時ネット |
| 宮城県         | 仙台放送（OX）            | フジテレビ系列                               | 日曜 10:00 - 11:15 | 同時ネット |
| 秋田県         | 秋田テレビ（AKT）         | フジテレビ系列                               | 日曜 10:00 - 11:15 | 同時ネット |
| 山形県         | さくらんぼテレビ（SAY）   | フジテレビ系列                               | 日曜 10:00 - 11:15 | 同時ネット |
| 福島県         | 福島テレビ（FTV）         | フジテレビ系列                               | 日曜 10:00 - 11:15 | 同時ネット |
| 新潟県         | NST新潟総合テレビ（NST）  | フジテレビ系列                               | 日曜 10:00 - 11:15 | 同時ネット |
| 長野県         | 長野放送（NBS）           | フジテレビ系列                               | 日曜 10:00 - 11:15 | 同時ネット |
| 静岡県         | テレビ静岡（SUT）         | フジテレビ系列                               | 日曜 10:00 - 11:15 | 同時ネット |
| 富山県         | 富山テレビ（BBT）         | フジテレビ系列                               | 日曜 10:00 - 11:15 | 同時ネット |
| 石川県         | 石川テレビ（ITC）         | フジテレビ系列                               | 日曜 10:00 - 11:15 | 同時ネット |
| 福井県         | 福井テレビ（FTB）         | フジテレビ系列                               | 日曜 10:00 - 11:15 | 同時ネット |
| 中京広域圏     | 東海テレビ（THK）         | フジテレビ系列                               | 日曜 10:00 - 11:15 | 同時ネット |
| 近畿広域圏     | 関西テレビ（KTV）         | フジテレビ系列                               | 日曜 10:00 - 11:15 | 同時ネット |
| 島根県・鳥取県 | さんいん中央テレビ（TSK） | フジテレビ系列                               | 日曜 10:00 - 11:15 | 同時ネット |
| 岡山県・香川県 | 岡山放送（OHK）           | フジテレビ系列                               | 日曜 10:00 - 11:15 | 同時ネット |
| 広島県         | テレビ新広島（tss）       | フジテレビ系列                               | 日曜 10:00 - 11:15 | 同時ネット |
| 愛媛県         | テレビ愛媛（EBC）         | フジテレビ系列                               | 日曜 10:00 - 11:15 | 同時ネット |
| 高知県         | 高知さんさんテレビ（KSS） | フジテレビ系列                               | 日曜 10:00 - 11:15 | 同時ネット |
| 福岡県         | テレビ西日本（TNC）       | フジテレビ系列                               | 日曜 10:00 - 11:15 | 同時ネット |
| 佐賀県         | サガテレビ（STS）         | フジテレビ系列                               | 日曜 10:00 - 11:15 | 同時ネット |
| 長崎県         | テレビ長崎（KTN）         | フジテレビ系列                               | 日曜 10:00 - 11:15 | 同時ネット |
| 熊本県         | テレビくまもと（TKU）     | フジテレビ系列                               | 日曜 10:00 - 11:15 | 同時ネット |
| 鹿児島県       | 鹿児島テレビ（KTS）       | フジテレビ系列                               | 日曜 10:00 - 11:15 | 同時ネット |
| 沖縄県         | 沖縄テレビ（OTV）         | フジテレビ系列                               | 日曜 10:00 - 11:15 | 同時ネット |
| 大分県         | テレビ大分（TOS）         | 日本テレビ系列 フジテレビ系列                | 日曜 10:00 - 11:15 | 同時ネット |
| 宮崎県         | テレビ宮崎（UMK）         | フジテレビ系列 日本テレビ系列 テレビ朝日系列 | 日曜 10:00 - 11:15 | 同時ネット |
| 青森県         | 青森テレビ（ATV）         | TBS系列                                      | 土曜 9:30 - 10:45  | 遅れネット |